# Kal P. Dal
Kal P. Dal, egentligen Carl Sven-Göran Ljunggren, född 28 januari 1949 i Burlövs församling, Skåne, död 18 januari 1985 i Lund, var en svensk sångare, gitarrist, låtskrivare och radiopratare. Han var en av Sveriges mest populära liveartister under senare halvan av 1970-talet och i början av 1980-talet.

## Uppväxt
Ljunggren var döpt Carl Sven-Göran, men kallades för Karl-Göran då hans faster ska ha blivit upprörd av det förstnämnda namnet. Han växte upp i  Arlöv. Familjen bestod av far Gösta, mor May-Britt och den tre år äldre systern Bitte. Då hans far var anställd hos SJ, bodde familjen i SJ:s bostadshus i Arlöv, som låg mellan bommarna vid järnvägen. Han gick i grundskola på Vårboskolan i samma ort.
Vid 12 års ålder upptäckte Ljunggren rockmusiken samt fick av sin mor en gitarr som kostade 46 kronor. Den första låten skrev han om sin far och jobbet på SJ. Förutom musik intresserade Ljunggren sig även för skådespeleri och medverkade ofta när det var skolteater.
Efter studenten och värnplikten studerade han psykologi och pedagogik på Lunds universitet, efter att hans mor skrev in honom där. Under denna tid fick Ljunggren en fransk trampmoped av märke och modell Velosolex 3800. Han önskade sig en sådan då att han tyckte att Lund var backigt och jobbigt att ta sig fram i. Denna köptes av hans morfar när de båda var på en båtresa till Köpenhamn. Mopeden togs till Helsingör där Ljunggrens kusins man, som var speditör, fraktade över den till Sverige. Den gjorde honom känd lokalt som Kalle Trampa, och senare Kalle Pedal, vilket i sin tur ledde till artistnamnet Kal P. Dal.
Ljunggren avbröt sina studier efter tre terminer då han inte längre fick studiemedel. Då började han arbeta som skötare på ungdomspsykiatriska kliniken i Lund, innan han tog tjänstledigt i sex månader och åkte till Sinaihalvön som FN-soldat, där han arbetade som kock. Där skrevs för övrigt den första versionen av hans senare hitlåt Blåa sko', då under titeln Basker blå.

## Karriär

### Början av 1970-talet
Ljunggren brukade i början på 1970-talet hoppa in på scen när andra musiker eller band spelade på olika klubbar och hade paus. Han lånade deras instrument och spelade rock 'n roll. Peps Persson och Blodsbandet brukade spela på dessa ställen, bland andra i AF-huset, och Ljunggren började efterhand spela under pauserna till Blodsbandets lite större konserter på olika ställen. Ljunggren medverkade under dessa år också i diverse TV-program som Bandet går, Cabaret fredagsbarnen och Knuff.

### Bandet bildas
Bandet Kal P. Dal och Pågarna tog sin början ungefär samtidigt tack vare fritidsgården Regal i Arlöv, som var en ombyggd biograf. Ljunggren var en av fritidsledarna och anordnade flera aktiviteter, däribland att spela musik. Detta inspirerade ungdomar att starta egna band. Ljunggren började sedan få spelningar på nationer i Lund. Till hjälp värvade han Jimmy Lina som basist och Per ”Stolle” Stoltz som körsångare och tamburinist. De hittade senare en gitarrist som kallades för ”Jymping” och Stolle fick lära sig spela trummor. Jan ”Janne Knuda” Knutsson, som hade spelat i bandet Johnny Sox (senare The Stranglers) i både Sverige och England blev kompgitarrist i bandet. Med denna uppsättning spelade man t.ex. på festivaler och Swing Inn i Malmö. Bandet fick även spela i Sveriges Radio hos Bengt Grafström, med efterföljande intervju.
Sologitarristen Jymping och basisten Jimmy Lina var de första medlemmarna att hoppa av bandet. Detta skedde 1976 respektive 1977. De ersattes av Mårten Micro respektive Jojo Kamp. När det var bestämt att man skulle spela in en skiva ville trummisen Stolle inte vara med, och han ersattes av Bosse "Bronco" Nyman från Stockholm.

### Skivutgivning
Med hjälp av Peps Persson ordnade bandet skivkontrakt med Sonet 1977 och gav samma år ut Till mossan!, med Peps Persson som producent. Skivan tillbringade 14 veckor på topplistan och nådde som högst plats 7. Enligt Ljunggren var bandet i alla fall vid denna tidpunkt influerade av artister och band som Chuck Berry, The Rolling Stones, Free, Elvis Presley och Tommy Steele. 1978 gavs bandets andra skiva ut, Gräd ente fassan!, med musik i ungefär samma stil som debuten. Dock fick denna skiva inte lika stora framgångar. 1979 släpptes den tredje skivan, Rock e' nock, vars stil mer rörde sig bort ifrån 1950-talsrocken som de tidigare skivorna präglades av, och hade istället influenser av hårdrock. Skivan innehåller covers på låtar av band som Bob Seger, Rory Gallagher och Bachman-Turner Overdrive. 
1980 släpptes skivan Svarta fåret, med Dan Hylander som producent. Den fick ett kyligt mottagande av både fans och kritiker och blev försäljningsmässigt inte heller någon större framgång. 1983 släpptes Ente nu igen!, som spelades in den 13 januari samma år på Kulturbolaget i Malmö. 

### Övrigt
En lång rad turnéer gjordes genom åren, främst i södra och mellersta Sverige, ofta i folkparker.
Kal P. Dal och Pågarna var Malmö FF-supportrar och gjorde bland annat ett framträdande vid klubbens 70-årsfirande den 2 februari 1980.
Ljunggren hade vid sidan av musiken även en dröm om att bli skådespelare, och medverkade i filmen Barnförbjudet 1979. Han skrev också musiken till en teateruppsättning vid Helsingborgs stadsteater, som han också framförde med bandet vid föreställningarna.

### Radiopratare
Ljunggren medverkade i ett flertal radioprogram som sändes i Skånepartiets närradio. Hans mest kända radioprogram hette Radiopedalen och sändes under 1984.

## Död
Den 3 januari 1985 insjuknade Ljunggren hastigt i samband med en hjärnblödning orsakad av aneurysm och avled den 18 januari 1985. Efter sig lämnade han hustrun Agnes, sonen Carl-Christian och dottern Nelly som föddes efter faderns bortgång. Han ligger begravd på Norra kyrkogården i Lund. 

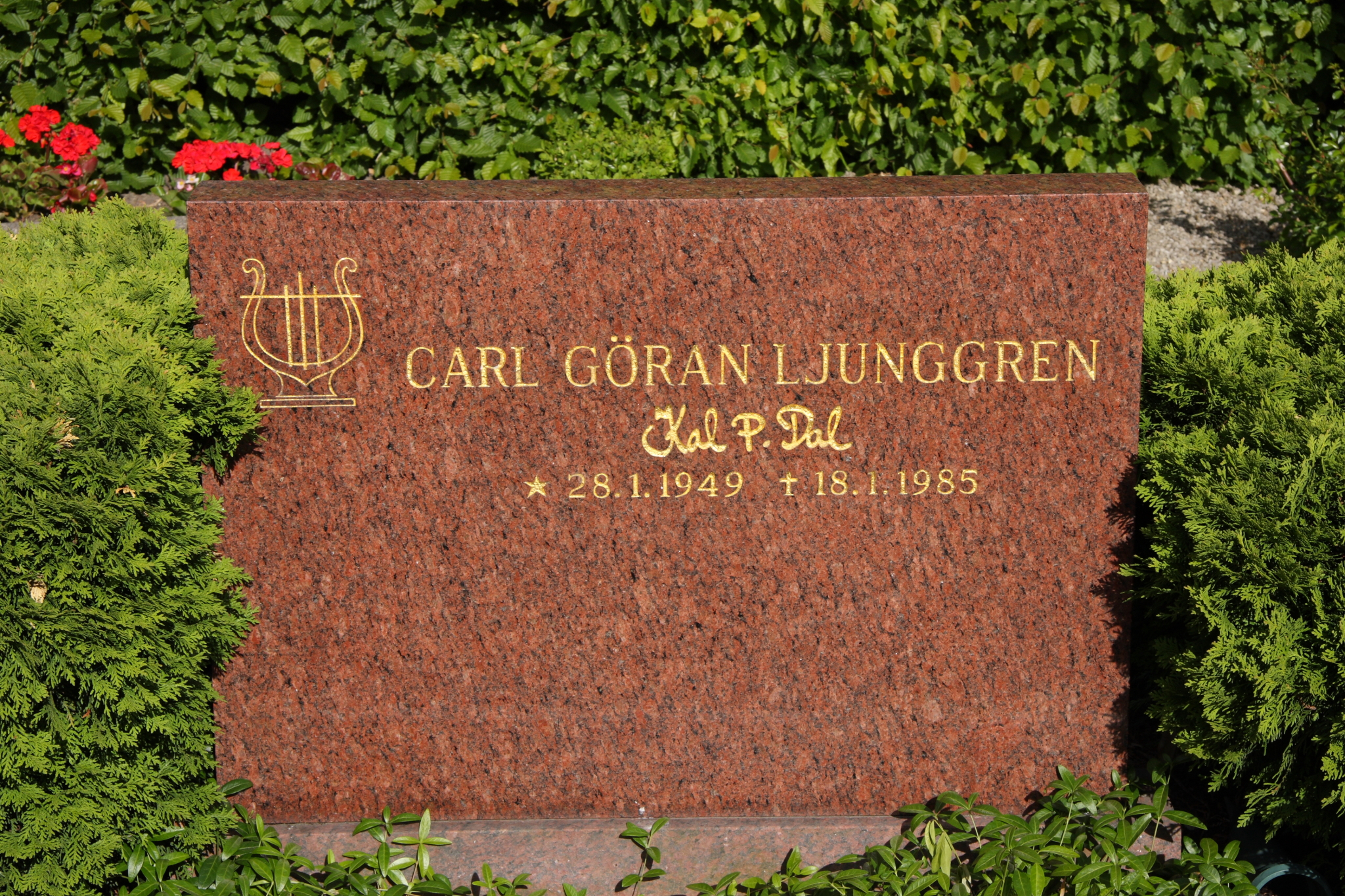
Kal P. Dals gravsten på Norra Kyrkogården i Lund.

## Arvet efter Kal P. Dal
Skånetrafiken har uppkallat ett av sina pågatåg efter Kal. P. Dal, och i Arlöv har en gata döpts till Kal P. Dals Gata. Burlövs kommunstyrelse tog den 4 oktober 2010 ett beslut om att tillåta uppförandet av en staty i parken väster om Lommavägen, vid korsningen Lommavägen - Hamngatan - Kal P Dals gata. Något sådant har dock inte blivit av.
År 2010 utgavs en biografi, Raka Rör - Historien om Kal P. Dal, skriven av Jeanette Rosengren och Peter Dahlqvist. Samma år fick han även en plats i sin hemkommuns "Burlövs Hall of Fame".
Hösten 2012 sattes en musikal upp på Slagthuset i Malmö, löst baserad på historien om Kal P. Dal och med en mängd av hans låtar. Musikalen fick namnet Kal P. Dal - En Rockmusikal.  Kal P. Dal spelades av Nic Schröder och bland andra medverkande fanns Sven Melander. Rollerna i bandet spelades av musikerna i den upplösta popgruppen The Ark. Musikalen blev en stor publikframgång och hade nypremiär hösten 2013.
Ljunggrens gamla band, som haft ett antal olika medlemmar genom åren, spelar under namnet Pedalens Pågar. Janne Knuda är fortfarande centralfigur i bandet.
Under december 2019 till januari 2020 genomfördes en lyckad insamlingskampanj/crowdfunding i syfte att samla in pengar till en dokumentärfilmsproduktion om Kal P Dal. Filmen om Kal P Dal skulle ha haft premiär 19 december 2020, men på grund av coronapandemin sköts datumet upp flera gånger. Efter premiärvisning på Nöjesteatern i Malmö 27 augusti 2022 dröjde det till februari 2024 innan den fick biopremiär.
7 maj 2023 hade Malmö FF:s supportrar ett läktararangemang i matchen mot AIK där texten "jag vill leva fri, jag vill göra vad jag vill" stod i läktarens nederkant tillsammans med en stor läktarflagga på Kal. P Dal.

## Diskografi
Studioalbum
- 1977 – Till mossan!
- 1978 – Gräd ente fassan!
- 1979 – Rock e' nock
- 1980 – Svarta fåret
- 1983 – Ente nu igen!

Singlar
- 1978 – Rocka o' rulla / A.F.
- 1979 – Hur e' de' nu lilla du / Aj lav jo
- 1979 – Kungens knall / Skit i maj
- 1980 – Bara en annan natt / Mög för maj
- 1993 – Blåa Sko' / Go Och Dajlig (Nyutgiven version)

Samlingsalbum
- 1985 – Kal P. Dal - ett minnesalbum
- 1993 – Blåa sko'